# Architecture of a God
Architecture of a God è l'ottavo album in studio del gruppo musicale italiano Labyrinth, pubblicato il 21 aprile 2017 dalla Frontiers Records.

## Tracce
1. Bullets – 6:56
2. Still Alive – 4:49
3. Take On My Legacy – 4:04
4. A New Dream – 5:22
5. Someone Says – 4:44
6. Random Logic – 1:55
7. Architecture of a God – 8:40
8. Children – 4:07 – originariamente interpretata da Robert Miles
9. Those Days – 5:14
10. We Belong to Yesterday – 6:32
11. Stardust and Ashes – 5:16
12. Diamond – 3:28

## Formazione
Gruppo
- Roberto Tiranti – voce
- Olaf Thörsen – chitarra
- Andrea Cantarelli – chitarra
- Nik Mazzucconi – basso
- Oleg Smirnoff – tastiere
- John Macaluso – batteria

Produzione
- Simone Mularoni – produzione, missaggio, mastering
- Yuri Minghini – fotografia